# No Time for Love
No Time for Love is een Amerikaanse romantische komedie uit 1943 onder regie van Mitchell Leisen.

## Verhaal
Katherine Grant is een wereldwijze fotografe met een dure smaak die neerkijkt op mensen uit de lagere klasse van de maatschappij. Om die reden is ze dan ook ontsteld wanneer ze wordt toegewezen om een groep ruige mannen in de bouw te fotograferen voor een verslag. Onder de mannen bevindt zich Jim Ryan, in alle aspecten de tegenpool van Katherine. Ondanks hun uiteenlopende achtergrond en meningen slaat de vonk over.

## Rolverdeling
| Acteur            | Personage       |
| ----------------- | --------------- |
| Claudette Colbert | Katherine Grant |
| Fred MacMurray    | Jim Ryan        |
| Ilka Chase        | Hoppy Grant     |
| Richard Haydn     | Roger Winant    |
| Paul McGrath      | Henry Fulton    |
| June Havoc        | Darlene         |
| Marjorie Gateson  | Sophie          |

## Achtergrond
Het personage Katherine Grant is gebaseerd op Margaret Bourke-White, de eerste vrouwelijke verslaggeefster voor Life. Aanvankelijk werd Rita Hayworth gecast in deze rol, maar vanwege langdurige vertragingen was ze genoodzaakt zich terug te trekken. Vlak daarna werd Claudette Colbert aangesteld als haar vervangster; Colbert ontving voor haar bijdrage $150.000 dollar.
No Time for Love is de derde van zes films waarin Colbert en Fred MacMurray gezamenlijk verschenen.